# Фрик, Марио (политик)
Ма́рио Фрик (нем. Mario Frick, род. 8 мая 1965, Кур) — лихтенштейнский государственный и политический деятель. Премьер-министр Лихтенштейна в 1993—2001 годах. Является самым молодым премьер-министром Европы со времён Питта-младшего; на момент избрания в 1993 году ему было всего 28 лет.

## Биография

### Образование и карьера
Марио Фрик родился 8 мая 1965 года в Куре, Швейцария. С 1977 по 1985 год учился в средней школе в Вадуце. С 1985 по 1989 год изучал право в Санкт-Галлене. В 1991 году получил степень доктора права. С 1991 по 1993 год являлся членом Совета общины Бальцерс, был сотрудником юридической службы правительства Лихтенштейна.
26 мая 1993 года стал заместителем премьер-министра Лихтенштейна. 24 октября 1993 года был объявлен победителем на выборах, 15 декабря вступил в должность премьер-министра, сменив на этом посту Маркуса Бюхеля.

### Премьер-министр
Впоследствии в декабре 1993 года Марио Фрик был назначен премьер-министром Лихтенштейна. Отвечал за департаменты президента, финансов, юстиции (1993—1997) и строительства (1997—2001). Он занимал эту должность до 2001 года.
Политика правительства Марио Фрика была направлена на большую вовлечённость Лихтенштейна в процесс европейской интеграции. После успешного завершения переговоров с вышедшей из ЕЭЗ Швейцарией правительство Марио Фрика назначило референдум по членству в Европейской экономической зоне на 9 апреля 1995 года. Избиратели восприняли это как «второй референдум ЕЭЗ».
В период его руководства в 1994 году было подписано соглашение об НДС со Швейцарией, в 1995 году Лихтенштейн вступил в Европейскую экономическую зону (ЕЭЗ) и Всемирную торговую организацию. Произошли либерализация и приватизация, частично обусловлённые вступлением в ЕЭЗ, в области телекоммуникаций (приватизация и отделение от Швейцарии с 1998 года, мобильная телефония Лихтенштейна с 2000 года), почты (взаимное расторжение почтового контракта со Швейцарией в 1999 году и основание Почты Лихтенштейна). AG), здравоохранения, страхования и некоторых профессий, таких как врач, архитектор и юрист. Благодаря финансовому кризису в Лихтенштейне в 1999—2000 годах было создано государственное агентство по борьбе с отмыванием денег. Марио Фрик был переизбран на пост главы правительства в 1997 году.
Во время конституционных дебатов, длившихся до 2003 года, был членом Секретариата демократии, основанного в 2001 году, и выступал против конституционных предложений князя Ханса-Адама II. Марио Фрик выступил, например, против права князя накладывать вето на закон или увольнять правительство и назначать судей. Он также потребовал удаления конституционных положений, обеспечивающих неприкосновенность князя. Фрик заявил, что Ханс-Адам II на самом деле желает сосредоточить больше власти в своих руках.

### Дальнейшая деятельность
После отставки с поста премьер-министра находится в оппозиции к политическому курсу князя Лихтенштейна, направленного на усиление власти монарха.
С 2001 года занимается профессиональной юридической практикой, а в 2002 году стал партнёром юридической фирмы Advocatur Seeger, Frick & Partner. В 2003—2009 годах — председатель Совета директоров Vaduz Medienhaus AG. С 2005 по 2014 год являлся президентом Коллегии адвокатов Лихтенштейна. Член совета директоров Bank Frick & Co AG с 2008 года. Почётный член Музыкальной труппы Лихтенштейна.
С 2008 года является председателем совета директоров Bank Frick, основанного в 1998 году. С самого начала стратегическое управление банком осуществлял его отец Куно Фрик. Компанией управляли долгое время в основном члены семьи Фриков. Брат Марио Юрген Фрик был генеральным директором, а другой его брат Роланд исполнял обязанности финансового директора.

## Личная жизнь
Брат Марио Фрика Юрген был застрелен 7 апреля 2014 года в подземном гараже банка Frick & Co. в общине Бальцерс. Позже застрелился убийца Юрген Герман, его тело было найдено в Боденском озере на немецкой стороне. Герман пытался подать в суд на Фрика в 2010 году, но суд отклонил иск.

## Награды
- Большой крест 1-й степени Почётного знака «За заслуги перед Австрийской Республикой» (1998)[18].